# The Sims 4: High School Years
The Sims 4: High School Years dvanaesti je paket proširenja za The Sims 4 koji je objavljen 28. srpnja 2022. Proširenje ponovno uvodi sličnu mehaniku iz "Discover University", ovaj put fokusirajući se na srednjoškolsko iskustvo za tinejdžere, kao što je mogućnost kontrole tinejdžera dok su u školi, kao i aktivni poslovi uključeni u prethodna proširenja Get to Work and Post Famous . Također predstavlja svijet po imenu Copperdale.

## Službeni opis[2]

### Iskusite srednju školu
Doživite sve uspone i padove srednje škole. Posjećujte nastavu osobno, upoznajte svoje učitelje, družite se u kantini, pa čak i ukrasite svoj ormarić! Vaši najdragocjeniji trenuci mogli bi se dogoditi dok se šetate s prijateljima nakon škole.

### Kultni tinejdžerski trenutci
Plešite cijelu noć na maturalnoj večeri i proslavite svoju diplomsku ceremoniju s obitelji i prijateljima (ako nastavite sa školskim obvezama!). Osim tih velikih trenutaka, Sims može steći prijatelje za cijeli život, drugi tinejdžeri ga pozivaju van, sudjeluje u vanškolskim aktivnostima i timovima i iskusi tobogan puberteta.

### Prodrmajte stvari
Srednja škola je vrijeme samospoznaje! Pronađite samopouzdanje da pozovete svoju simpatiju van ili petlju da preskočite razred (nemojte dopustiti da vas ravnatelj uhvati). Tinejdžeri će istražiti što im se sviđa i što ne sviđaju i imati nove prilike za izazivanje nestašluka. Podvale i iskradanje nakon što padne mrak mogu imati posljedice, stoga pazite da vas ne uhvate.

### Istražite svoj stil
Učinite svoju spavaću sobu vlastitom, planirajte odjeću s odjećom koju su dizajnirali prodavači Depopa i postanite Simfluencer! Tinejdžeri Simsi mogu zaraditi novac prodajom odjeće i hvaljenim izgledom koji dizajniraju na Trendiju izravno iz svojih spavaćih soba, koje su sada interaktivnije nego ikad. Koristite tablet, čitajte knjigu u krevetu ili se čak posvađajte jastucima!

### Svjetovi i susjedstva
Proširenje uključuje novi svijet - Henford-on-Bagley. To je ruralni svijet, nadahnut krajolikom u Velikoj Britaniji, s tri četvrti i 12 parcela.

## Novi dodaci

### Novi objekti
- Američki nogomet
- Buffet stol
- Fontana za piće
- Stanica kafeterija
- Panoramski kotač
- Ukleta kuća
- Ormarići
- Kabina za fotografiranje
- Podij
- Iskrasti se kroz prozor
- WC kabina
- Tunel ljubavi
- Automat za prodaju
- Bijela ploča

### Nove osobine
- Pretjerano uspješan
- Partijaner
- Društveno neugodan
- Nove težnje

### Nove težnje
- Drama Llama (tinejdžeri)
- Orijentirani prema cilju (tinejdžeri)
- Živi brzo (tinejdžeri)
- Cijenjena ikona

### Nova vještina
- Poduzetnik

### Novi honorarni poslovi
- Simfluencer
- Stream za video igre

### Nove vanškolske aktivnosti
- Član navijačkog tima
- Član šahovske reprezentacije
- Član računalnog tima
- Nogometni reprezentativac

### Nove vrste smrti
- Smrt smrdljivom kapsulom
- Smrt prema urbanom mitu

### Novi lotovi zadaci
- Gledalište
- Srednja škola
- Štedljiva trgovina čajeva

### Nova kategorija sviđa/ne sviđa mi se
- Moda

### Druge nove značajke
- Simsi mogu prisustvovati maturalnoj večeri
- Simsi mogu njegovati i šišati dlake na tijelu
- Navijanje
- Smrdljive kapsule šale u ormarićima
- Borbe jastucima
- Prilagodljiva vrata ormarića
- Dvije nove aplikacije za društvene medije na pametnom telefonu pod nazivom Social Bunny & Trendi
- Kupovina odjeće